# برهما (مقاطعة دلفان)
برهما (بالفارسية: برهما) هي قرية تقع في قسم خاوة الجنوبي الريفي (مقاطعة دلفان) في إيران. يقدر عدد سكانها بـ 708 نسمة بحسب إحصاء 2016.